# Лисеберг
Лисеберг — парк развлечений в Гётеборге (Швеция). Один из самых крупных парков развлечений в Европе, в 2005 году журнал Forbes включил Лисеберг в топ-10 лучших парков развлечений в мире.

## История
«Лисеберг» в переводе со шведского означает «Гора Лизы». Такое название появилось задолго до основания парка, в 1753 году, когда хозяином этой земли был Йохан Андерс Ламберг: он дал этой местности такое имя в честь своей жены Елизаветы Седерберг, которую он ласково называл Лизой.
В 1908 году городские власти выкупили эту территорию за 225000 крон и началась застройка парка.

Парк развлечений начал работу в 1923 году.
Парк Liseberg (Лисеберг) - один из самых крупных и часто посещаемых парков развлечений  не только в Швеции, но и в Европе, расположился именно здесь, в городе Гётеборг, Швеция. В 2005 году этот парк попал в топ-10 лучших парков мира. Площадь парка - более 25 тыс. кв. м., а 35 аттракционов Лисеберга, например «Башня Лисеберга» поднимет Вас на высоту 125 метров, с которой можно наблюдать за красотой и величием города. В парке имеется множество аттракционов как для взрослых, так и для детей всех возрастов и имеет на своей территории кафе и рестораны с блюдами шведской кухни. «Лисеберг» в переводе со шведского означает «Гора Лизы». Такое название появилось задолго до основания парка, в 1753 году, когда хозяином этой земли был Йохан Андерс Ламберг: он дал этой местности такое имя в честь своей жены Елизаветы Седерберг, которую он ласково называл Лизой. В 1908 году городские власти выкупили эту территорию и началась застройка парка.
Парк развлечений начал работу в 1923 году.

## Развлечения и отдых в Лисеберге
Площадь парка развлечений - более 25 000 квадратных метров. Сегодня в Лисеберге работают 35 аттракционов на любой возраст и вкус. Самые знаменитые – американские горки «Бальдура» (в 2003 и 2005 году они были признаны лучшими деревянными горками в мире), «Канунен» («Пушка») (вагончик с пассажирами поднимается под углом в 70 градусов, зависает на высоте 24 метров, а потом с такой же скоростью и под таким же углом спускается вниз), Башня Лисеберга (LisebergsTornet) — кабинка, поднимающая туриста на высоту 125 м над уровнем моря и другие.
Парк также предлагает большое количество аттракционов для детей, среди которых, например, «Замок сказок», «Каллерадо» и «Отель приведений «Гастен».
Помимо аттракционов, на территории парка расположено множество кафе, а также более 10 ресторанов, где подают блюда шведской кухни. Каждый день летом в парке проводятся танцы.
Лисеберг довольно часто выступает и как площадка для музыкальных шоу мировых поп- и рок-звезд. В прошлом здесь выступали Боб Марли, Led Zeppelin, The Rolling Stones, The Beach Boys, The Who, PJ Proby, Фрэнк Заппа, Джимми Хендрикс.

## Время работы
В зимнее время в Лисеберге закрыто большинство аттракционов, но заливается каток, работает рождественский рынок, где продаются игрушки ручной работы и продукты шведской кухни.
Открытие аттракционов обычно происходит на Пасху. Часы работы парка весной: с 12 по 20 часов в воскресенье, с 11 до 21 часа в субботу и с 15 до 22 часов – в остальные дни, кроме понедельника и вторника. В летние месяцы часы работы увеличены: парк открывается в 13 часов в июне, в 11 – в июле и августе, а закрывается, как правило, в 23 часа по местному времени. Летом Лисеберг работает без выходных.

## Адрес
Orgrytevagen, 402 22 Goteborg, Швеция